# Jakubowski II

Herb Jakubowski odm. Topór

Jakubowski II – polski herb szlachecki z nobilitacji, odmiana herbu Topór.

## Opis herbu
Opis zgodnie z klasycznymi regułami blazonowania:
W polu czerwonym topór srebrny z rękojeścią złotą, przed nim takiż półksiężyc rogami w lewo.
Klejnotu brak.

## Najwcześniejsze wzmianki
Nadany neoficie żydowskiemu (frankiście) Sebastianowi Jakubowskiemu, podporucznikowi adiutantowi w dywizji pierwszej litewskiej w 1790.

## Herbowni
Jedna rodzina herbownych (herb własny):
Jakubowski